# جو هاولي
جو هاولي (بالإنجليزية: Joe Hawley)‏ هو لاعب كرة قدم أمريكية أمريكي، ولد في 22 أكتوبر 1988 في بيكرسفيلد في الولايات المتحدة.

## وصلات خارجية
- جو هاولي على موقع مرجع كرة القدم المحترفة.كوم (الإنجليزية)